# Cristiana Parenzan
Cristiana Parenzan (Pescara, 2 de fevereiro de 1970) é uma ex-voleibolista indoor e jogadora de vôlei de praia suíça medalhista de bronze no Campeonato Europeu nos anos de 1994 e 1995, em Portugal e França, respectivamente.

## Carreira
Ela iniciou no voleibol de quadra, defendeu o Vasto Volley na Série B1 no período de 1992 a 1994, como ponteira, depois, com alcunha de "Biomedis Vasto" na Série A2 de 1994-95  e trasnferiu-se para um time da elite nacional , na Série A1 de 1995-96, pelo Pasta Ciccarese Pantravel Bari.
Em 1994, já competia no vôlei de praia, e formando dupla com Lucilla Perrotta obteve a medalha de bronze no Campeonato Europeu de Voleibol de Praia em Espinho e repetiram o feito no Campeonato Europeu de Voleibol de Praia de 1995 em Saint-Quay-Portrieux.
No ano de 1996, competiu ao lado de Daniela Gattelli, terminaram em sétimo no Challenge de Vasto.Juntas foram medalhistas de prata no Campeonato Europeu de 1997 em Riccione e estrearam no Circuito Mundial de 1997, no Aberto de Pescara, finalizaram no décimo sétimo lugar, mesmo posto no Aberto de Marselha e no Campeonato Mundial de Los Angeles, terminaram em nono no Aberto de Pusan e Salvador e em sétimo no Aberto de Espinho.
Estreou no Circuito Mundial de 1996 ao lado de Laura Bruschini na Série Mundial de Recife, terminando no vigésimo quinto lugar, o mesmo resultado na Série Mundial de Hermosa, e no Challenge de Vasto finalizaram na décima terceira posição, depois, ao lado de Cilene Nascimento terminou em nono na Série Mundial de Pusan, alcançando a vigésima quinta posição no Grand Slam de Carolina. Com Cilene Nascimento finalizou em 1997 no vigésimo quinto posto no Aberto de Melbourne, depois, fez dupla com Monica Maran e terminaram no vigésimo quinto lugar no Aberto de Pescara, em nono no Aberto de Marselha.
Continuou com Monica Maran na temporada de 1998, terminando na trigésima sétima posição no Aberto de Toronto e vigésimo quinto no Aberto de Vasto. Em 1999 estiveram juntas no Challenge de Porto San Giorgio e finalizaram em décimo sétimo lugar, no circuito europeu esteve com Irene Isidori.Em 2000, esteve com Roberta Marini no Challenge de Xylokastro alcançando o décimo terceiro lugar, em 2002 esteve com Alessia Torri no Aberto de Stavanger,  em 2003 com Valeria Magri no Aberto de Milão.
Em 2004, esteve com Cristina Prosperi no Challenge de Cagliari, terminando na décima terceira posição, e no quadragésimo primeiro lugar no Aberto de Milão. No Circuito Mundial de 2005, competiu com Mara Palmeri no Aberto de Milão, e nas etapas Satélites, em sétimo lugar na Alba Adriatica e Palinuro e em quarto em Vasto, também em nono na etapa de Le Lavandou ao lado de Roberta Marini.Retornou em 2006 no Aberto de Modena com Eveliana Zandarin e com 	Federica Tonon em 2010 no Challenge de Chenai.
Na temporada 1999-00 retornou ao vôlei de quadra pelo time Pallavolo Cosenza na Série B1,  depois, de 2000 a 2002 esteve 
Spes Matera na Série B2  e em 2002 pelo Terra Sarda Torotì.

## Títulos e resultados
- Satélite de Vasto do Circuito Mundial de Vôlei de Praia de 2005